# Vi ses igen, barn
Vi ses igen, barn (originaltitel: Au revoir les enfants) är en fransk självbiografisk krigs-dramafilm från 1987, skriven, regisserad och producerad av Louis Malle. Filmen vann bland annat Guldlejonet vid filmfestivalen i Venedig och Louis Delluc-priset (delat med Soigne ta droite i regi av Jean-Luc Godard). Den blev också nominerad till en Oscar för bästa utländska film och bästa originalmanus (Malle).
Filmen är en skildring av den tyska ockupationen av Frankrike under andra världskriget, baserat på Louis Malles egna barndomsupplevelser.

## Rollista i urval
- Gaspard Manesse – Julien Quentin
- Raphaël Fejtö – Jean Kippelstein, alias "Jean Bonnet"
- Francine Racette – Mme Quentin (Juliens mor)
- Stanislas Carré de Malberg – François Quentin (Juliens äldre bror)
- Philippe Morier-Genoud – Père Jean
- François Berléand – Père Michel
- Irène Jacob – Mlle Davenne